# El Junco, Durango
El Junco är en ort i Mexiko.   Den ligger i kommunen Gómez Palacio och delstaten Durango, i den centrala delen av landet, 800 km nordväst om huvudstaden Mexico City. El Junco ligger 1 117 meter över havet och antalet invånare är 135.
Terrängen runt El Junco är platt. Runt El Junco är det tätbefolkat, med 411 invånare per kvadratkilometer. Närmaste större samhälle är Gómez Palacio, 14,3 km söder om El Junco. Omgivningarna runt El Junco är i huvudsak ett öppet busklandskap.